# Maximilien II de Béthune
Pour les articles homonymes, voir Maximilien de Béthune et Bethune.
Maximilien II de Béthune né en 1588, décédé le 1er septembre 1634, 2e marquis de Rosny, prince d'Henrichemont et de Boisbelle, héritier prédécédé de Sully, baron de Bontin, est un aristocrate français des XVIe et XVIIe siècles.

## Biographie
Fils de Maximilien Ier de Béthune, 1er duc de Sully (1559-1641) et d'Anne de Courtenay-Bontin (1564-1589), il fut, après son père, Surintendant des fortifications, Grand maître de l'artillerie de France (1610) et gouverneur de Mantes sous Louis XIII. 
Il épouse le 15 septembre 1609 Françoise de Créquy, fille du maréchal Charles Ier de Créquy . Elle s'en sépare d'habitation et de biens par arrêt de la cour du 17 août 1621. Elle mourra en 1656. 
Étant protestant, et beau-frère de Henri II de Rohan, il est démis de sa charge, en 1622, après la rébellion protestante menée par son beau-frère contre le rétablissement du libre exercice du culte catholique en Béarn.

## Postérité
De son union avec  Françoise de Créquy, il eut un fils :
- Maximilien III François (1615-1661/1662), 2e duc de Sully et 3e marquis de Rosny, prince d'Henrichemont et Boisbelle, gouverneur de Mantes, x 1639 Charlotte (1622-1704), comtesse de Gien, fille du chancelier Séguier (1622-1704 ; remariée en 1668 à Henri duc de Verneuil, 1601-1682, fils naturel d'Henri IV), d'où :  
  - Maximilien IV Pierre (1640-1694), 3e duc de Sully et 4e marquis de Rosny, prince d'Henrichemont et Boisbelle, gouverneur de Mantes, comte de Gien ; → frère de Marguerite-Louise de Béthune (1642-1726 ; x 1o 1658 Armand de Gramont comte de Guiche, mort en 1673, et 2o 1681 Henri Daillon duc du Lude, mort en 1685) ; x 1658 Marie-Antoinette Servien, d'où :
    - Maximilien V Pierre-François-Nicolas (1664-1712), 4e duc de Sully et 5e marquis de Rosny, etc., x 1689 sans postérité Madeleine-Armande du Cambout-Coislin (~1665-1721), et son frère cadet :
    - Maximilien VI Henri (1669-1729), 5e duc de Sully et 6e marquis de Rosny, etc., x 1719 sans postérité Marie-Jeanne Guyon (1676-1736 ; fille de Madame Guyon ; veuve en 1705 de Louis-Nicolas, fils de Nicolas Fouquet). Succession du duché de Sully vers la branche de Béthune d'Orval, issue de François duc d'Orval (voir à cet article), fils cadet de Maximilien Ier. Quant à Rosny, François Olivier de Senozan — dont le fils Jean-Antoine Olivier sera le gendre du chancelier de Lamoignon, et la fille Anne-Sabine Olivier deviendra princesse de Tingry — l'achète en 1718.

Maximilien II de Béthune eut aussi une relation avec Marie d'Estourmel, dame de La Gravelle, dont il eut une fille, Anne de Béthune, qui fut l'épouse : 
- 1o d'Anne-Timoléon des Boves/des Bauves, sire de Contenant et de Lainville (fils d'Henri des Boves, x 2o Philippa de Châteaubriand des Roches-Baritaut de Champagne), d'où :  
  - Marguerite des Boves (1630-1701), épousa en 1654 Jean-Charles de Sennecterre/Saint-Nectaire-Brinon (vers 1610-1696), fils de Jacques II, sire de La Grolière (à Roche-d'Agoux et Saint-Maigner), et petit-cousin d'Henri Ier de St-Nectaire qui suit ;
  - (la sœur de Timoléon, Charlotte des Boves, fut la 1re femme vers 1633 d'Henri II de St-Nectaire),
- et 2o 1654 d'Henri Ier de Saint-Nectaire, marquis de La Ferté-Nabert.